# نیکولایفکا (شهرستان اوفیمسکی، باشقیرستان)
نیکولایفکا (انگلیسی: Nikolayevka, Ufimsky District, Republic of Bashkortostan) یک شهرک در شهرستان اوفیمسکی استان باشقیرستان کشور روسیه است.